# Compassion in World Farming
Compassion in World Farming is een internationale dierenbeschermingsorganisatie die opkomt voor het welzijn van de dieren in de veehouderij. Ze streeft naar een diervriendelijkere, duurzame en gezonde veehouderij, voor dieren, mensen en de aarde.
Wereldwijd vraagt ze aandacht voor het dierenleed en de verwoestende impact van de veehouderij op natuur en milieu. Compassion in World Farming (CIWF) doet onderzoeken om het verborgen dierenleed aan het licht te brengen en voert actie bij overheden voor regels en wetten om dieren beter te beschermen. Ook werkt ze met grote voedingsbedrijven om hen te overtuigen over te stappen naar diervriendelijker geproduceerd vlees, vis, zuivel en eieren, en naar plantaardige producten. CIWF werkt daarbij samen met dierenbeschermingsorganisaties in binnen- en buitenland.
CIWF ontvangt geen subsidie en is 100% onafhankelijk.

## Geschiedenis

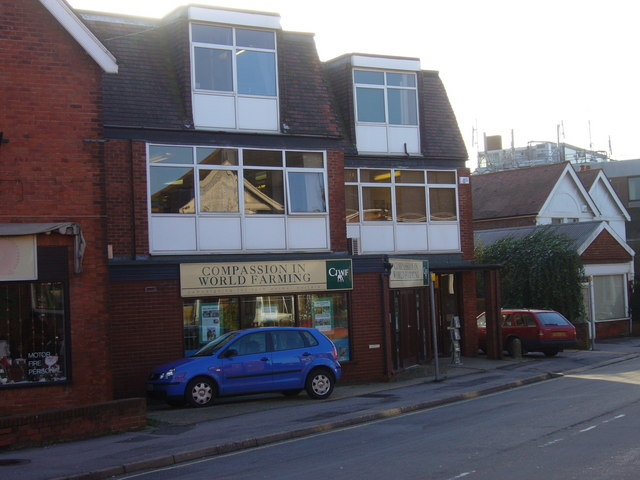
De vroegere kantoren van Compassion in World Farming gelegen aan de Charles Street, Petersfield

Compassion in World Farming werd in 1967 opgericht door Peter Roberts, een melkveehouder uit het Britse Hampshire, die zich zorgen maakte over de verregaande industrialisering van de veehouderij. Roberts leed aan de ziekte van Parkinson en werd hierdoor in 1991 als voorzitter opgevolgd door Joyce D'Silva en later in 2006 door huidig voorzitter Philip Lymbery.
Vanaf 1991 werd het hoofdkwartier verplaatst naar Godalming in Surrey. Vandaag is CIWF uitgegroeid tot de grootste organisatie ter wereld die zich 100% inzet voor dieren in de veehouderij. Ze is actief in meer dan 15 landen, waaronder Nederland, Frankrijk, Groot-Brittannië, Polen en Noord-Amerika.

## Successen
- Verbod op kisten van kalveren in 1987 met ingang in 1990 in het Verenigd Koninkrijk
- Verbod op kisten van kalveren in 1996 met ingang in 2007 in de Europese Unie
- Verbod op zeugboxen in 1991 met ingang in 1999 in het Verenigd Koninkrijk
- Verbod op zeugboxen in 2001 met ingang in 2006 in de Europese Unie
- Verdrag van Amsterdam in 1997 in de Europese Unie
- Verbod op legbatterijen in 1999 met ingang in 2012 in de Europese Unie
- Beëindigen van Europese subsidies bij levend transport naar het Midden-Oosten in 2005. De reistijd van een veetransport mag niet langer dan 8 uur zijn.
- Europese Commissie steunt het succesvolle Europees burgerinitiatief End The Cage Age/Stop de kooien (initiatiefnemer CIWF) en belooft een einde te maken aan het gebruik van alle kooien in de veehouderij[1]

## Erkentelijkheden
- 2007: BBC Radio 4 Food and Farming Award voor best food campaigner/educator
- 2007: RSPCA Special Investigation Award naar aanleiding van hun onderzoeken naar lange-afstand veetransport en de legbatterijen[2]